# Niombripo
Niombripo est une localité du département de Iolonioro, dans la province du Bougouriba (région du Sud-Ouest) au Burkina Faso. En 2006, cette localité comptait 348 habitants dont 53.5% de femmes.